# Smältsalter
Smältsalter är en grupp livsmedelstillsatser som används vid tillverkning av smältost. Smätsalterna gör att ostmassan antar en mjukare konsistens och därmed blir bredbar samt möjlig att klämma ut ur tub.
Exempel på vanligt förekommande tillsatser som används som smältsalter: Trinatriumcitrat (E331) och fosfater (E339, E450, E451 och E452).